# Портной Йосип Лазарович
Йосип Лазарович Портной (30 грудня 1916 — 15 липня 1989) — український історик, архівіст.

## Життєпис
Батьки переїхали до Одеси з м. Первомайськ, Миколаївської області.
Після закінчення школи вступив на історичний факультет Одеського університету (зараз — Одеський національний університет імені І. І. Мечникова), який закінчив у 1940 році. Того ж року вступив до історико-архівної аспірантури при Центральному державному історичному архіві УРСР, яку через війну завершив лише у 1947 році.
Портной Й. Л. був мобілізований до лав Червоної Армії, воював на Українському та Білоруському фронтах, тричі отримував поранення. У 1945 році був нагороджений орденом Червоної Зірки.
Після демобілізації повернувся в Одесу і почав працювати в Архівному управлінні Одеської області на посаді заступника начальника з наукової роботи.

З 1948 року викладав на кафедрі історії в Одеському університеті та вів спецкурс «Теорія і практика архівознавства». В цей же час написав дисертацію на тему «Революційний рух в Одесі в період вищого підйому першої російської революції і збройного повстання». Тематика архівознавства отримала своє висвітлення в роботі над "Путівником" по Одеському обласному державному архіву (зараз - Державний архів Одеської області).
В 1956 році отримав ступінь кандидата історичних наук.
В середині 1950-х років Портной Й. Л. став членом Спілки журналістів СРСР. 
У 1958 році разом з родиною переїхав в м. Акмолинськ Казахської РСР (нині — Нур-Султан, Казахстан), де працював на посаді завідувача кафедри в Акмолинському сільгоспінституті. В 1960 році отримав звання доцента. У 1964 році переїхав до м. Караганда, де також завідував кафедрою в Карагандинському політехнічному інституті.
Портной Й. Л. вів активну переписку з письменниками, зокрема, з Чуковським К. І. Мав інтерес до багатьох напрямків історичних досліджень: революційна тематика, робітниче життя, архівознавство, історія Одеси, історія Казахської РСР. Їздив у відрядження в пошуках підтверджень своїх наукових досліджень.
Помер у м. Караганда 15 липня 1989 року.
Після смерті дослідника його архів було перевезено в Одесу. Донька Портного Й. Л. — Рухліна Юлія Йосипівна — передала листи до Портного Й. Л. від Катаєва В., Чуковського К., Еренбурга І. та Інбер В. до Одеського літературного музею. Частину документів Портного Й. Л. було передано до Державного архіву Одеської області, де створено його особовий фонд: «Портной Йосип Лазарович (1916—1989) — історик, архівіст».

## Список публікацій

### Монографії
1. Портной И. Л. Еспирантският принос за дружба със СССР. [б. в.]. [б.р.] 228 с.[8]
2. Портной И. Л., Левитин Л. А. Народная школа передового опыта. Алма-Ата, 1962. 44 с.[9]
3. Портной И. Л. Гвардейцы целины. Целиноград, 1963. 56 с.[10]
4. Портной И. Л., Клешчова Р. Вечна и светла като слънцето. Страници от нерушимата дружба между народите на Казахстан и България. София: Профиздат, 1973. 96 с.[11]
5. Портной И. Л. Знамя, овеянное легендой. Алма-Ата: Казахстан, 1987. 112 с.[12]

### Статті
1. Портной И. Л. К июньскому восстанию 1905 г. в Черноморском флоте". Труды Одесского государственного университета. История. 1939. Т. 1. С. 59-63.
2. Портной И. Л. Восстание на броненосце «Князь Потемкин-Таврический». Военно-исторический журнал. 1940. № 6. С. 89-99.
3. Портной И. Л. Студенческое движение в Одесском университете в 1900—1914 гг. Труды Одесского государственного университета. История. Одесский университет за 75 лет (1865—1940). 1940. Ч. 1. С. 69-118.[13]
4. Портной И. Л. Лейтенант Шмидт (к 35-летию со дня казни). Военно-исторический журнал. 1941. № 3. С. 86-96.
5. Портной Й. Л., Суркіс Л. Д. Робота більшовиків в Одеському гарнізоні. Наукові записки. Революція 1905—1907 рр. на Україні. До 50-річчя першої російської революції. Київ. 1955. Т. 6. С. 288—296.
6. Копыленко М. М., Портной И. Л., Рапопорт М. В. Заметки о документах и архивах. Исторический архив. 1955. № 4. С. 244—246.
7. Портной Й. Л. Учасниця трьох революцій. Радянська жінка. 1955. № 4. С. 11.
8. Портной Й. Л., Марлінський С. Я. Більше уваги спогадам ветеранів Жовтня. Вітчизна. 1958. № 11. С. 206—208.
9. Дихан М. Д., Портной И. Л. Участие на българското население от южна Бесарабия във Великата октомврийска социалистическа революция. Военно-исторически сборник. 1959. № 2. С. 84-95. (болгарською мовою)
10. Портной И. Л. Провокация военных кораблей США в одесском порту в 1922 г. Исторический архив. 1960. № 6. С.183-185.
11. Портной И. Л. Создать историю рабочего класса Казахстана. Простор. 1961. № 1. С. 159—160.
12. Марлінський С. Я., Портной Й. Л. ВУЗи Одеси до 40-річчя Великого Жовтня.
13. Портной И. Л. Организация и деятельность коллективных хозяйств в Северном Казахстане в 1918—1921 гг. Труды Целиноградского сельскохозяйственного института. 1963. Т. 1. С. 59-63.
14. Бабанов Ю., Портной И. Главное — работа с людьми. Компартия Казахстана в борьбе за дальнейший подъем сельского хозяйства. Сборник статей. 1963. С. 139—149.
15. Портной И. Л. Деятельность целинной краевой партийной организации по внедрению новых форм оргпнизации труда (1960—1964 гг.). 10 лет освоения целины (материалы Целиноградской научной сессии). 1964. С. 203—210.
16. Портной И., Колмогоров Е. Чтобы движение росло и ширилось. Партийная жизнь Казахстана. 1965. № 7. С. 46-49.
17. Портной И. Л. Деятельность фабзавкомов Спасского завода и Караганды по укреплению Ленинского союза рабочего класса и крестьянства (1919—1922 гг.). Известия АН Казахской ССР. 1970. С. 36-40.
18. Портной И. Л., Федюков Н. Я. Тщетные попытки фальсификаторов. Партийная жизнь Казахстана. 1971. № 10. С. 76-77.
19. Портной И. Л. Партийное руководство профдвижением в Казахстане (1917—1937 гг.). Вопросы истории Компартии Казахстана. 1971. № 8. С. 76-98.
20. Портной И. Л., Федюков Н. Я. Буржуазные мифы и взаимоотношения КПСС и профсоюзов. Вопросы истории КПСС. 1972. № 11. С. 60-72.
21. Портной И. Л. Знамя немецких рабочих. Простор. 1973. № 5. С. 74-77.
22. Портной И. Л. Интернациональные связи трудящихся КАССР с пролетариатом Болгарии в 20-30-х гг. (на примере профсоюзов). Известия АН Казахской ССР. 1973. № 4. С. 70-73.
23. Знамя дружбы. [б. в.]1975.
24. Портной И. Л. Двадцатипятитысячники и союз сельхозрабочих КазССР в борьбе за коллективизацию сельского хозяйства республики (1930—1932 гг.). Известия АН Казахской ССР. 1975. № 5. С. 61-67.
25. Портной И. Л. Идеи соревновния не знают границ. Социалистическое соревнование. 1977. № 4. С. 38-40.
26. Портной И. Л. Отзвуци на съревнованието в Казахската ССР сред трудещите се в България през 20-те и 30-те години. Исторически преглед. 1977. № 4. С. 101—107. (болгарською мовою)
27. Портной И. Л. Българо-казахски журналистически връзки. Български журналист. 1982. № 9. С. 44-47.
28. Портной И. Л. Познакомьтесь с другарем Алексиевым. Огонек. 1983. № 36. С. 20-21.
29. Портной И. Л. Ученые — селу. Сельское хозяйство Казахстана. 1985. № 3. С. 12-13.
30. Портной И. Л. Трудящиеся грузины в революционных боях 1905 года в Одессе. [б. в.]. [б. р.] (грузинською мовою)
31. Супрун П. В., Портной И. Л. Государственный архив Одесской области. [б. в.]. [б. р.]
32. Портной И. Л., Супрун П. В. Архивные органы Одесчины на службе послевоенной сталинской пятилетки. [б. в.]. [б. р.]
33. Портной И., Романов В. Следуя заветам вождя. [б. в.]. [б. р.]
34. Портной И. Л. С запиской Ильича. Простор. [б. р.] № 4. С. 61-62.
35. Портной И. Л. Ценный вклад в Казахстанскую лениниаду. [б. в.]. [б. р.][14]

### Методичні рекомендації
1. Портной И. Л. Против буржуазных фальсификаций марксистско-ленинского учения о руководящей роли коммунистической партии в строительстве социализма и коммунизма. Караганда, 1974. 25 с.[15]

### Рецензії
1. Портной Й. Л. Цінний посібник для вивчення революції 1905—1907 років на Україні. Більшовик України. 1949. № 6. С. 76-80.
2. Копиленко М. М., Портной Й. Л. Унікальний атлас. Вісник Академії наук УРСР. 1955. № 8.
3. Дыхан М. Д., Портной И. Л. Библиография литературы об эпохе болгарского Возрождения. Советская библиография. 1958. № 50. С. 129—130.
4. Марлинский С. Я., Портной И. Л. Очерк истории города-героя. Новый мир. 1958. № 8. С. 264—266.
5. Портной И. Л. Очерк о целинном крае. Новый мир. 1959. № 11. С. 269—271.
6. Портной И. Л. Справочник по административно-территориальному делению Казахстана. Исторический архив. 1960. № 4. С. 226—227.
7. Портной И. Л. Исследование по источниковедению истории СССР. Простор. 1961. № 1. С. 120—121.
8. Портной И., Омаров О. Серьезные упущения. Партийная жизнь Казахстана. 1962. № 8. С. 77-78
9. Портной И. Л., Мустафин Т. Т. Ленин и Казахстан. История СССР. 1969. № 2. С. 192—193.
10. Портной И. Л. Герои социалистического труда. [б. в.]. [б. р.]
11. Портной И. Л., Федюков Н. Я. Книга об обновленном крае. [б. в.]. [б. р.]
12. Портной И. Л. Георгий Димитров. [б. в.]. [б. р.] (казахською мовою)[13]

### Автореферат
Портной И. Л. Провал антисоветской деятельности АРА на юге Украины (декабрь 1921 г. — июнь 1923 г.): автореф. дис. … канд. ист. наук. Одесса, 1955. 16 с.